# 亚历克斯·曼
亚历克斯·曼（德語：Alex Mann，1980年11月11日—），德国男子雪车运动员。他曾代表德国参加国际雪车联合会世界锦标赛，获得一枚金牌、二枚银牌和一枚铜牌。他也曾参加2010年冬季奥林匹克运动会。